# Малі Бережці
Малі́ Бере́жці — село  в Україні, у Кременецькій міській громаді Кременецького району Тернопільської областві . Розташоване на річці Іква, на півночі району.

## Історія
На 1936 рік село входило до ґміни Бережці Кременецького повіту.
12 червня 2020 року, відповідно до розпорядження Кабінету Міністрів України № 724-р «Про визначення адміністративних центрів та затвердження територій територіальних громад Тернопільської області», увійшло до складу Кременецької міської громади.
19 липня 2020 року, в результаті адміністративно-територіальної реформи та ліквідації Кременецького (1940—2020) району, село увійшло до складу новоутвореного Кременецького району.

## Населення
За даними перепису населення 2001 року в селі проживало 396 осіб, мовний склад населення села був таким:
| Мова       | Число ос. | Відсоток |
| ---------- | --------- | -------- |
| українська | 382       | 96,97    |
| російська  | 11        | 2,78     |
| білоруська | 1         | 0,25     |

## Відомі люди

### Народилися
- Гуменюк Богдана Олександрівна (нар. 1981) — українська художниця.

## Галерея

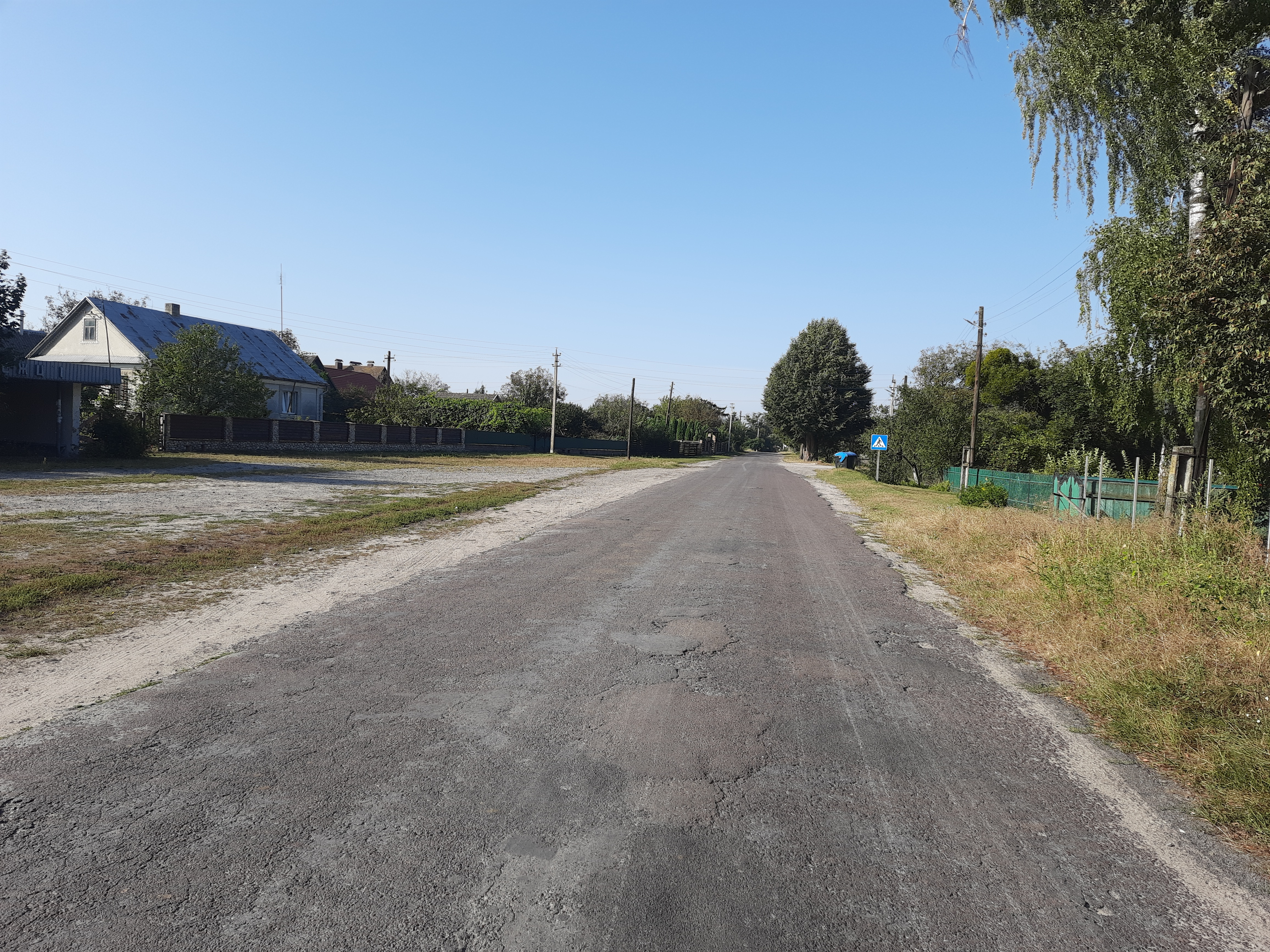
Сільська вулиця
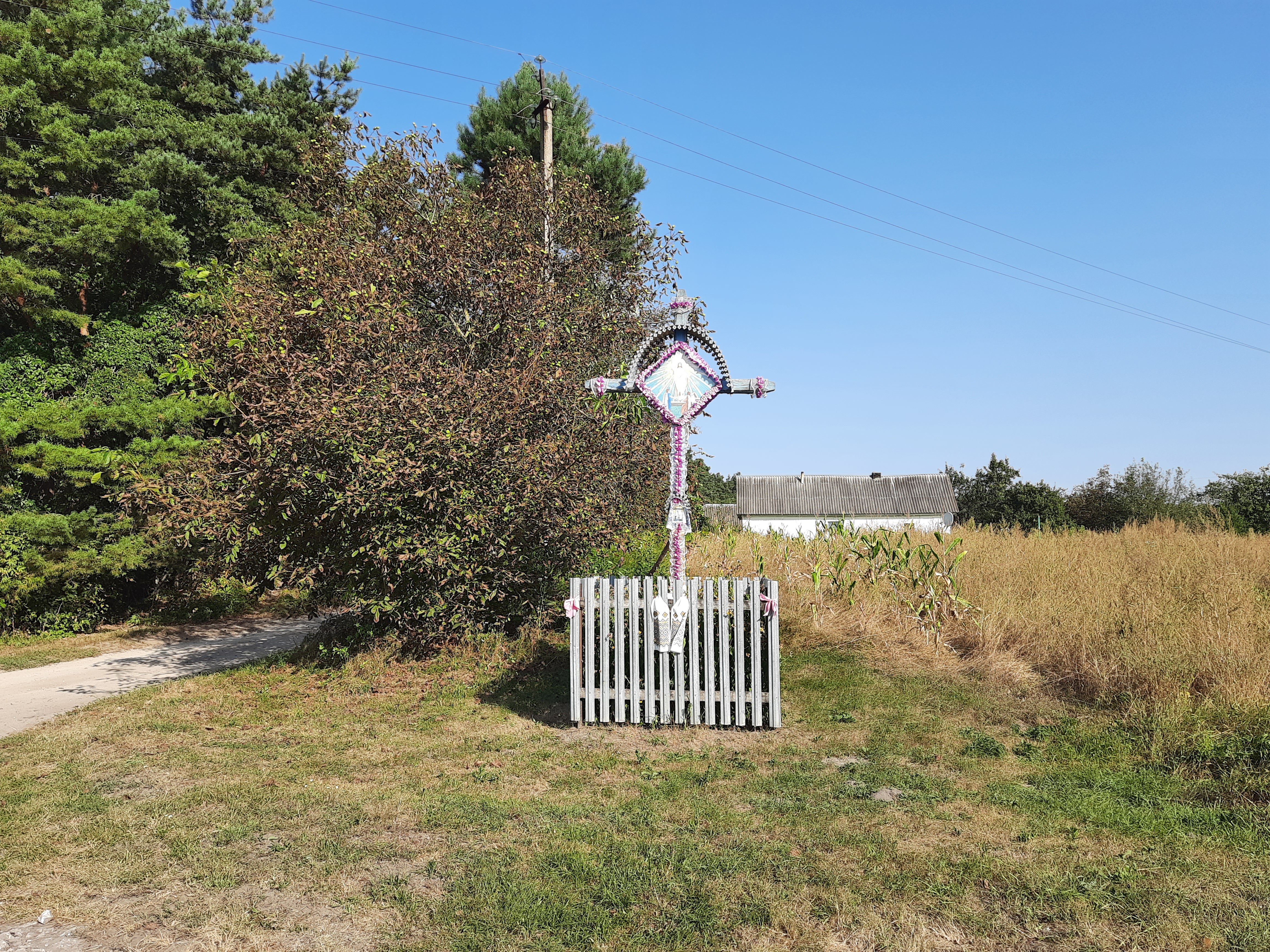
Пам'ятний хрест
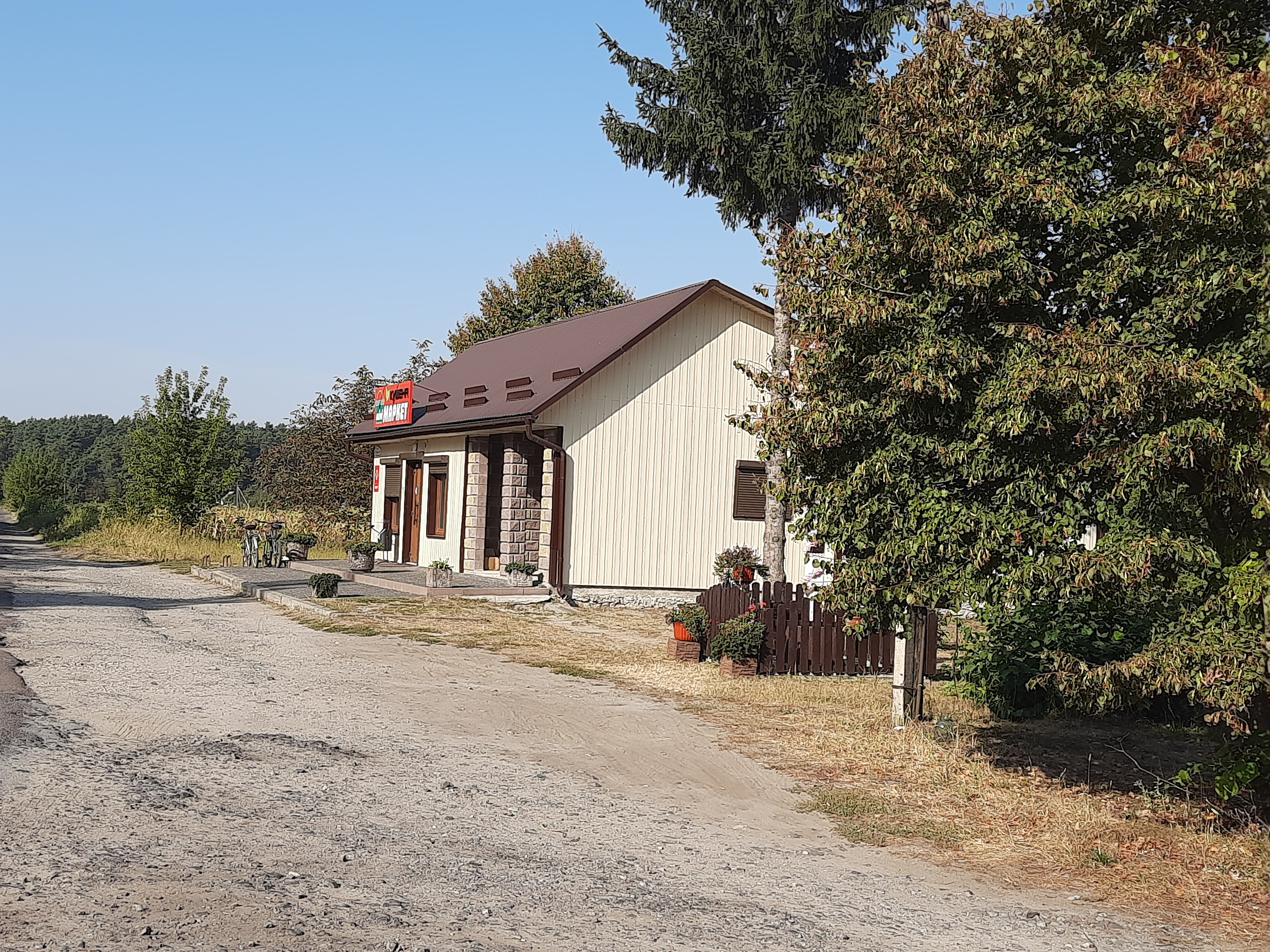
Крамниця
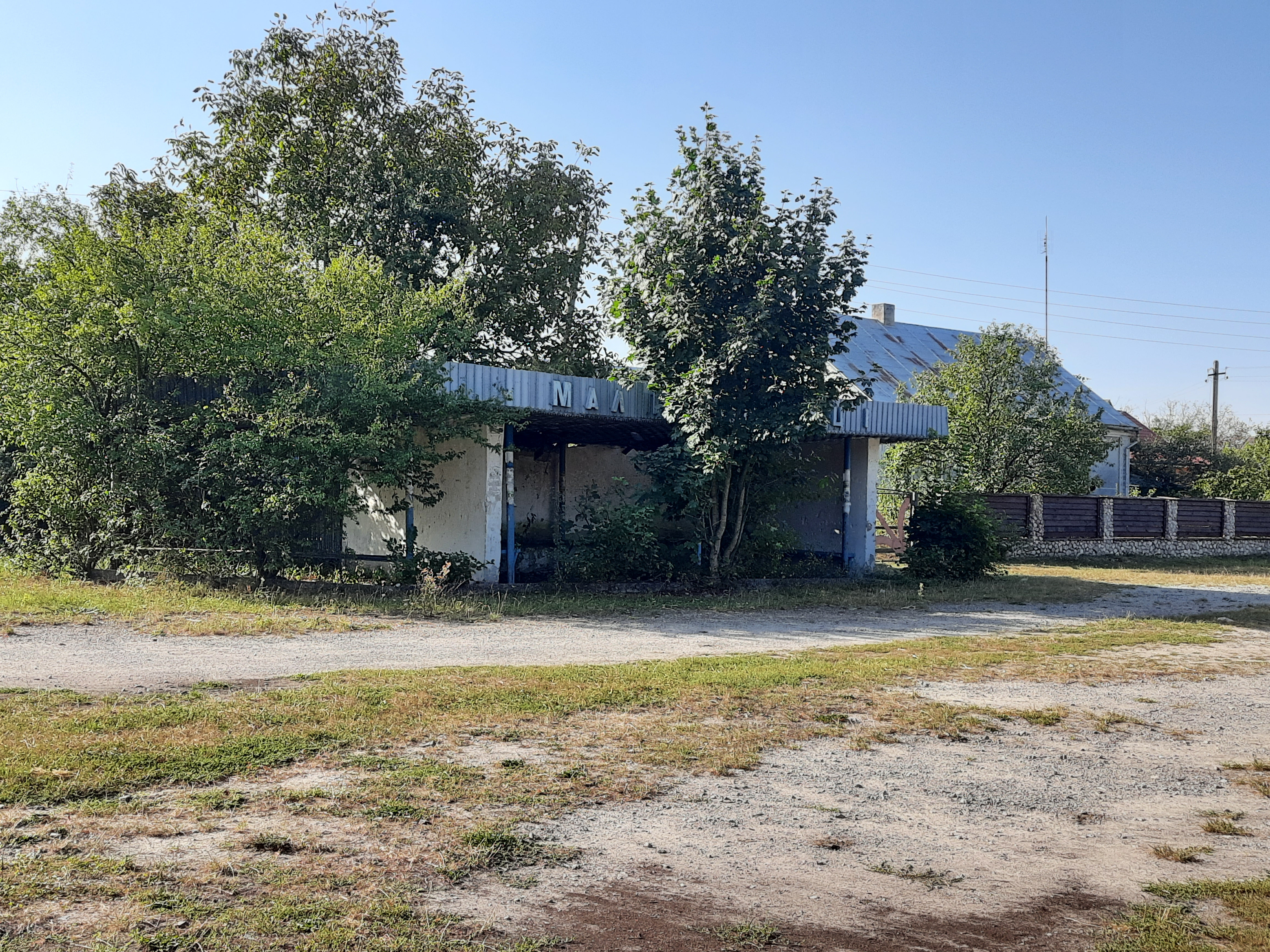
Автобусна зупинка
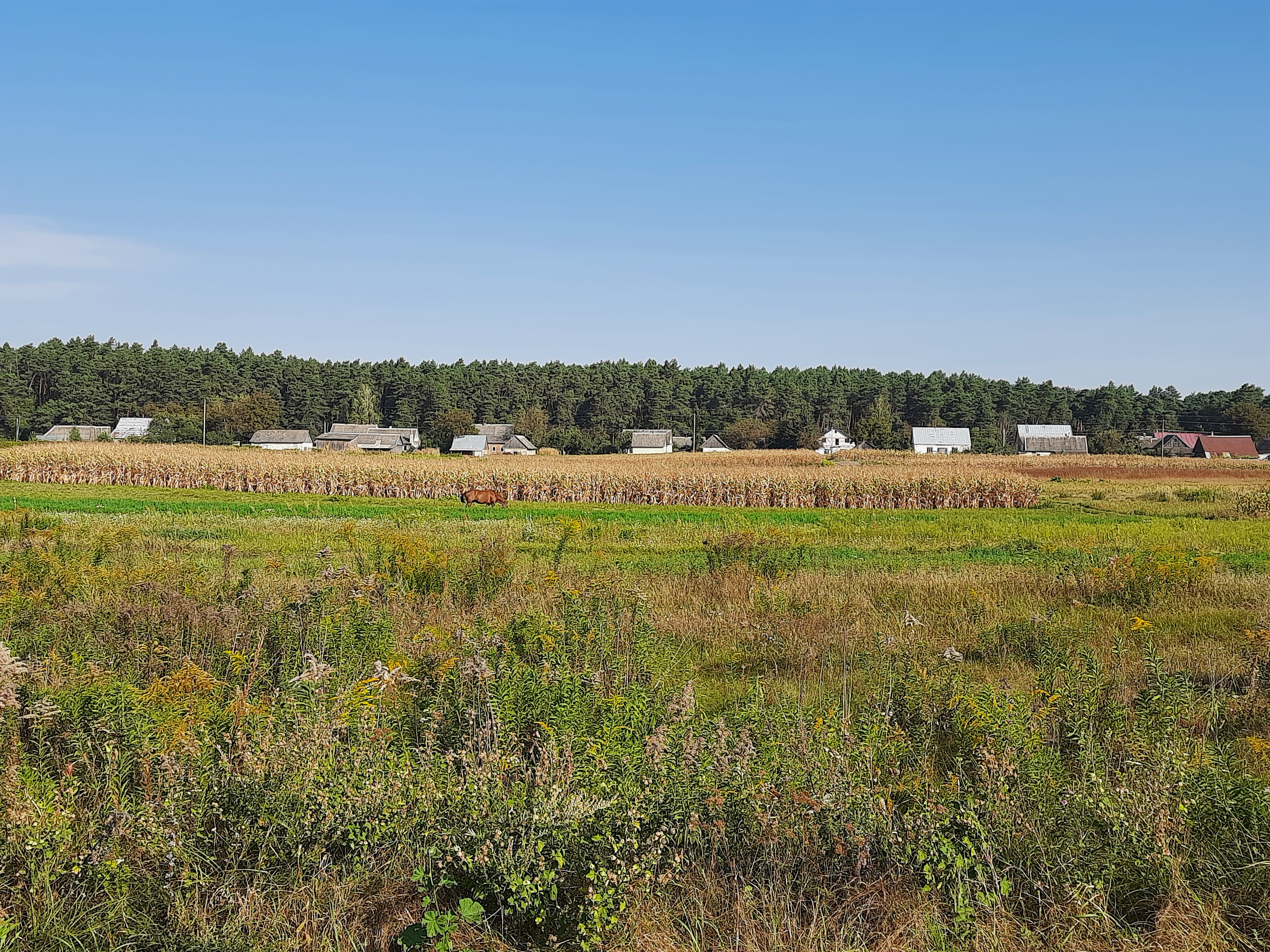
Сільський краєвид